# Tibor Balog (middenvelder)
Tibor Balog (Kakucs, 1 maart 1966), soms ook geschreven als Tibor Balogh, is een gewezen Hongaarse voetballer. Hij is een oud-international en liet zich in 2002 naturaliseren tot Belg.
Hij is assistent-trainer van Oud-Heverlee-Leuven. 

## Clubcarrière
Tibor Balog debuteerde in 1984 in het eerste elftal van MTK Hungária FC. Na drie jaar verhuisde de blonde middenvelder voor één seizoen naar Dunakanyar-Vác FC, waar hij een ploegmaat werd van onder meer István Brockhauser. Daar brak Balog voor het eerst door, waarna hij terug naar MTK vertrok. Hij werd er toen een vaste waarde op het middenveld.
Nadat Pär Zetterberg bij Sporting Charleroi was doorgebroken, haalde RSC Anderlecht hem terug naar het Astridpark. Charleroi haalde vervolgens Balog naar België als opvolger van Zetterberg. De Hongaar werd in Henegouwen een ploegmaat van onder meer Dante Brogno, Raymond Mommens, Eric Van Meir en Čedomir Janevski. Maar in zijn eerste seizoen kon Balog de verwachtingen niet inlossen. Hoewel hij een echte teamspeler was, ontpopte hij zich niet tot de draaischijf van het elftal.
Na vier seizoenen liet Charleroi hem vertrekken naar het Israëlische Ironi Asjdod. Even voorheen was er ophef rond de transfer van Balog. Hij wilde naar het Franse AS Nancy maar Charleroi liet hem niet gaan. Uiteindelijk belandde de middenvelder dus in Israël. In 1999 stapte hij over naar Hapoel Beër Sjeva alvorens terug naar België te keren. Hij belandde bij het RAEC Mons van trainer Thierry Pister. Nadien was hij nog even actief bij RACS Couillet.

## Trainersloopbaan
In 2009 werd Balog beloftencoach bij zijn voormalige club Charleroi. Enkele maanden later werd hij gepromoveerd tot de assistent van hoofdcoach Tommy Craig. Nadien sprong hij bij de Zebra's enkele malen in als vervanger voor een ontslagen coach. In 2011-2012 speelde Balog een hoofdrol toen Sporting Charleroi op kop stond in Tweede Klasse. Maar in februari 2012 werd hij zelf ontslagen. Vanaf de zomer van 2012 was hij trainer bij UR La Louvière Centre, maar hij werd voor het einde van het seizoen ontslagen.
In juni 2013 laat Balog een voorstelling van Olympic Charleroi toe.

## Interlandcarrière
Tibor Balog kwam in zijn carrière 37 keer in actie voor de Hongaarse nationale ploeg. Als international maakte hij twee doelpunten. Hij debuteerde op 15 november 1988 in een interland Griekenland. Zijn 37ste en laatste duel speelde hij op 2 april 1997 in Boedapest tegen Australië (1-3).